# 天桴增二
天桴增二（天鷹座66），又名BD-01 3920，HD 192107、SAO 144181、HR 7720，是天鷹座的一颗恒星，视星等为5.47，位于銀經41.65，銀緯-18.6，其B1900.0坐标为赤經20h 8m 4s，赤緯-1° -18.6′ 33″。